# Liste der Monuments historiques in Ernemont-Boutavent
Die Liste der Monuments historiques in Ernemont-Boutavent führt die Monuments historiques in der französischen Gemeinde Ernemont-Boutavent auf.

## Liste der Objekte
| Bezeichnung                                          | Beschreibung    | Standort                     | Kennzeichnung | Schutzstatus | Datum | Bild |
| ---------------------------------------------------- | --------------- | ---------------------------- | ------------- | ------------ | ----- | ---- |
| Ensemble von sechs Bleiglasfenstern im Kirchenschiff | 16. Jahrhundert | in der Kirche St-Éloi (Lage) | PM60000729    | Classé       | 1985  |      |